# Р-836
Р-836 «Иртыш» — авиационный ламповый бортовой коротковолновый радиопередатчик. Предназначен для полудуплексной телеграфно-телефонной радиосвязи борта с землёй. Может работать в паре с радиоприёмным устройством типа УС-8, тогда образует коротковолновую приемопередающую радиостанцию.

## ОсновныеТТХ
- Диапазон рабочих частот: 1,5 — 24 МГц
- Вид модуляции: АМ/ТЛГ
- Выходная мощность передатчика: 50 — 250 Вт (зависит от режима работы и частоты)
- Питание от бортовой сети переменного тока 115 вольт 400 гц и постоянного тока 27 вольт; потребляемая мощность, не более, 1500 вА и 400 вт соотв.
- Вес радиопередатчика 48 кг.

Передатчик может работать как на тросовую, так и на шлейфовую антенну.
Передатчик имеет память на 18 заранее настроенных и зафиксированных частот (каналов связи). Время автоматической перестройки на другую частоту не превышает 20 сек.

## Конструкция
Передатчик имеет блочно-модульную конструкцию и состоит из 12 блоков (изделий) Б1 — Б12:
- блок возбудителя Б1
- антенный контур выходного каскада Б2
- блок питания модулятора и коммутации Б3
- ламповый блок Б4
- блок выпрямителей Б5
- пульт управления Б6
- пульт управления Б7
- кварцевый калибратор Б8
- распределительная коробка Б9
- блок коммутации реле шлейфовых антенн Б10 (при установке на самолёте шлейфовой антенны)
- блок фильтров Б11
- телеграфный ключ Б12

Собственно передатчик включает блоки Б1 — Б5, установленные на амортизационной раме, причём блоки Б1 и Б2 легкосъемные, а блоки Б3 и Б4 являются частью конструкции рамы. На задней стенке рамы установлен блок Б5. Органы непосредственного управления передатчиком установлены на передней панели блока Б3, для дистанционного управления передатчиком с других рабочих мест предназначены пульты Б6 и Б7.
Все блоки передатчика, смонтированные на раме, имеют принудительное воздушное охлаждение от турбинного мотор-вентилятора в блоке Б4. Блок Б2 герметизирован и имеет возможность наддува избыточным давлением до 0,5 атм (для повышения высотности).
Кварцевый калибратор Б8 выполнен в виде отдельного блока с элементами управления, выведенными на лицевую панель.
Остальные блоки передатчика представляют собой самостоятельные изделия (коробки), соединённые между собой электрожгутами.

### Модификации передатчика
- Р-836 «Неон» («Иртыш»)
- Р-836М «Гелий»
- Р-836УМ «Гелий»
- Р-837 «Гелий» (отличается устройством блока Б2 и другим диапазоном рабочих частот, см. отдельную статью Р-837)

### Использование
Передатчик устанавливался на самолёты Ан-10, Ан-12, Ан-24, Ту-16, Ту-95 (Р-837 «Гелий») и др типы.